# Бульяс
Бульяс (ісп. Bullas) — муніципалітет в Іспанії, у складі автономної спільноти Мурсія. Населення — 12 424 особи (2010).
Муніципалітет розташований на відстані близько 320 км на південний схід від Мадрида, 47 км на захід від Мурсії.
На території муніципалітету розташовані такі населені пункти: (дані про населення за 2010 рік)
- Бульяс: 11567 осіб
- Ель-Кабесо: 0 осіб
- Ель-Карраскалехо: 11 осіб
- Ла-Копа: 744 особи
- Фуенте-Карраска: 9 осіб
- Ель-Прадо: 43 особи
- Усенда: 13 осіб
- Ель-Льяно-де-Бульяс: 36 осіб
- Каса-Дон-Педро: 1 особа

## Демографія
Динаміка населення (INE ):

## Галерея зображень

Розташування муніципалітету Бульяс у провінції Мурсія
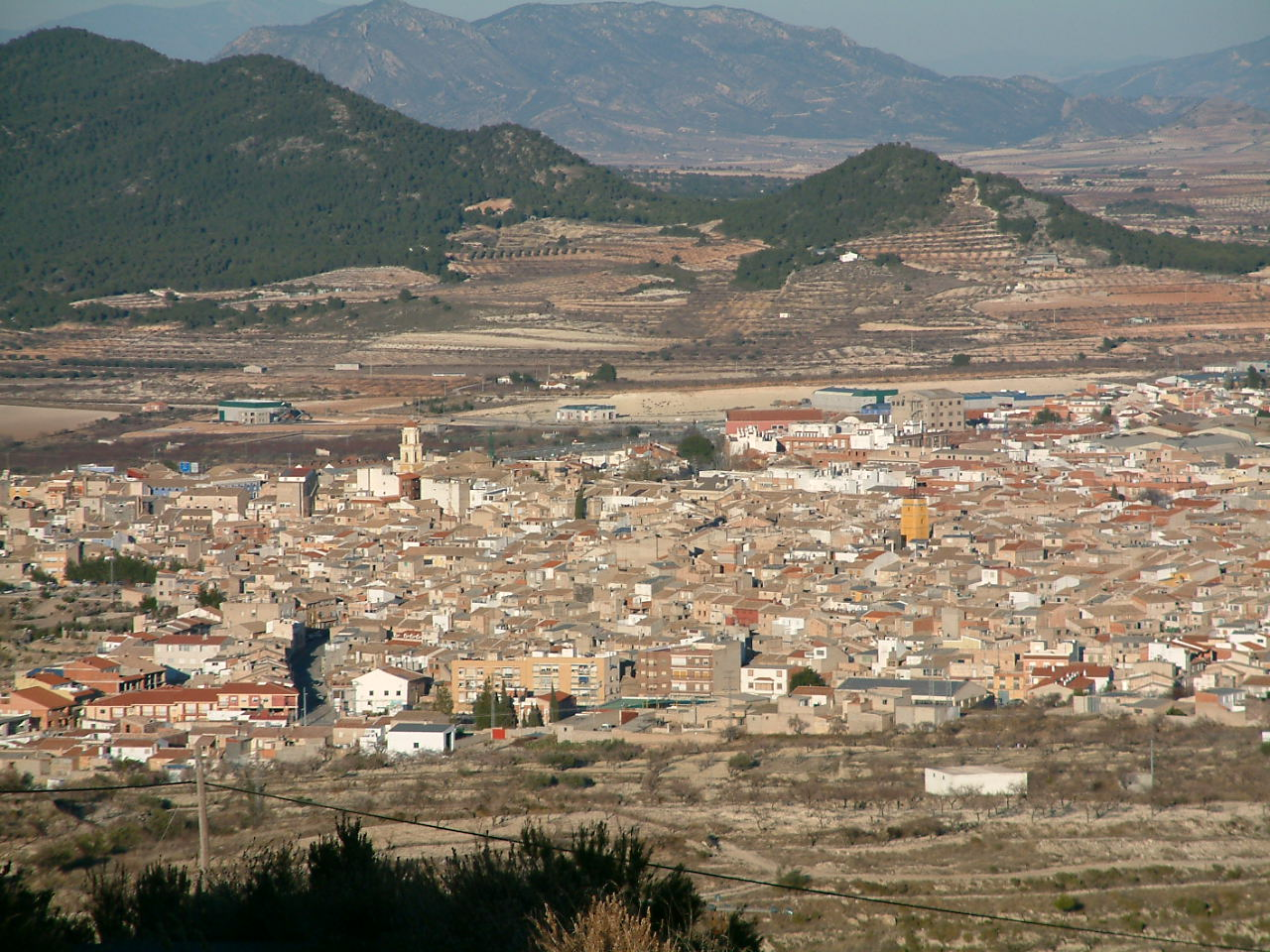
Бульяс

## Люди
- Сандоваль Пуерта Хосе Антоніо (нар. 1922) — іспанський вчений в галузі виноробства.